# 6869 Фунада
6869 Фунада (6869 Funada) — астероїд головного поясу, відкритий 2 травня 1992 року.
Тіссеранів параметр щодо Юпітера — 3,126.